# Wilmot (Dakota Południowa)
Wilmot – miasto w Stanach Zjednoczonych, w stanie Dakota Południowa, w hrabstwie Roberts.